# Le Géographe

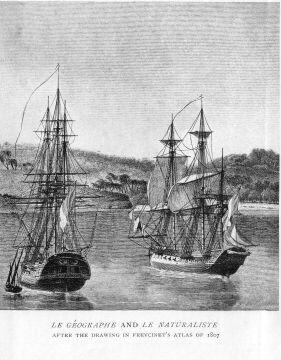
Os dois navios da Expedição Baudin: Le Naturaliste e 'Le Géographe.

Le Géographe foi uma corveta francesa que foi um da duas grandes embarcações por meio das quais o capitão Nicolas Baudin comandou sua expedição para os Territórios do Sul que partiu de Le Havre em 19 de outubro de 1800. A outra grande embarcação da expedição foi a le Naturaliste.